# Козерод Олег Віталійович
Оле́г Віталійович Козеро́д (*1970) — історик, політолог, доктор історичних наук, старший науковий співробітник Інституту політичних і етнонаціональних досліджень ім.І.Ф. Кураса НАН України, віце-президент Центру вивчення європейської демократії, політичний радник урядів європейських країн.    
По чоловічій лінії походить з роду Козирод, який є одним з найстаріших польсько-українських аристократичних родів [Архівовано 11 Червня 2016 у Wayback Machine.], відомий з XIV століття та користується гербом Задора. Першим видатним представником носіїв гербу Задора був Збігнев з Бжезья (1360—1425). Гербом Задора користувалися, зокрема, Предслав Лянцкоронський, який, згідно Літопису Григорія Грабянки, був першим козацьким Гетьманом та «багато разів щасливо воював з козаками землю османську» [Архівовано 16 Травня 2021 у Wayback Machine.], каштелян Київський (1762—1772) Мацей Лянцкоронський, сенатор Сейму Йосип Любельський (Kozirod) та інші видатні діячі [Архівовано 30 Травня 2016 у Wayback Machine.]  [Архівовано 6 Червня 2020 у Wayback Machine.].  
У словнику найстаріших польських прізвищ за редакцією С. Ковалик-Калети, Леонарди Дасевич і Беати Раджевської-Зурек, зокрема, зазначається: «Kozirod — рід, рід людини, який походить від спільного предку, народ, плем'я, походження, народження, вид, сорт» . Німецькі історики вважають, що це — древнє німецьке прізвище, яке бере свій початок у XIII—XIV століттях. Так, у фундаментальній праці доктора Германа Рейхерта Die deutschen Familiennamen nach Breslauer Quellen des 13. und 14. Jahrhunderts це прізвище можна знайти серед інших німецьких прізвищ в розділі «Nicht bestimmbar», що означає «походження якої невідомо». Представники родини Козирод з початку XV століття носили шляхетський титул Kozirod de Pyser .
Протягом багатьох століть представники роду Козирод володіли млинами і були великими землевласниками  [Архівовано 16 Листопада 2019 у Wayback Machine.]. Прадід О.Козерода Віктор Козирод до революції мав велике родове поміщицьке землеволодіння у Константиноградському повіті Полтавської області та був одружений з донькою Якова Бейдика, який входив до переліку найбільших землевласників Російської імперії  [Архівовано 27 Вересня 2013 у Wayback Machine.]. Після революції усі представники заможної родини були розстріляні більшовиками, але Віктору Козироду вдалося переїхати до Полтави та загубитися у робітничому середовищі. Бабуся - Анастасія Петрівна Козерод - відомий український педагог, яка викладала українську мову та літературу та закінчила Полтавський педагогічний інститут до Другої світової війни . Батько О.Козерода, Віталій, є бізнесменом, одним з піонерів кооперативного руху в СРСР.
Олег Козерод народився у 1970 році в Україні, отримав освіту у Харківському університеті, який закінчив з відзнакою у 1993 році  [Архівовано 20 Квітня 2021 у Wayback Machine.].
Розпочав трудову діяльність викладачем Харківського художньо-промислового інституту, навчався у аспірантурі Харківського політехнічного інституту, працював завідувачем кафедри міжнародних відносин в Університеті «Кайнар», Казахстан. Деякий час працював журналістом, зокрема в якості європейського кореспондента новинних агентств, у тому числі Агентства Єврейських новин (у 2003-2005 рр.) [Архівовано 4 Травня 2020 у Wayback Machine.], у 2002-2010 роках був головним редактором старійшого російськомовного видання [Архівовано 12 Вересня 2016 у Wayback Machine.] Великої Британії — газети «Достижения» [Архівовано 14 Серпня 2020 у Wayback Machine.].
У 1998 - 2000 роках - викладач історії українського війська у Київському Національному університеті ім.Т.Г.Шевченка, з  2000 року — докторант та старший науковий співробітник Інституту політичних і етнонаціональних досліджень ім. І.Ф. Кураса НАН України  [Архівовано 6 Червня 2020 у Wayback Machine.]. 
З 2001 по  2006 р. — вчений-відвідувач (Visiting Fellow) та дослідник (Visiting Scholar) Оксфордського центру гебраїстики і єврейських досліджень  [Архівовано 24 Листопада 2020 у Wayback Machine.]. У 2009 -2010 рр.- дослідник (Visiting Scholar) Центра гуманітарних досліджень (European Humanities Research Centre [Архівовано 13 Березня 2022 у Wayback Machine.]), New College, Оксфордського університету.  
З 2010 року - старший дослідник (Research Fellow) та віце-президент Центра вивчення Європейської демократії (Center for European Democracy Studies [Архівовано 14 Травня 2020 у Wayback Machine.]) [Архівовано 14 Травня 2020 у Wayback Machine.]. У грудні 2016 році обраний членом Королівського історичного товариства у Лондоні  [Архівовано 6 Червня 2020 у Wayback Machine.]
З 2018 року - професор історії і політичної економії [Архівовано 19 Березня 2020 у Wayback Machine.] Zerah Business School   [Архівовано 28 Вересня 2020 у Wayback Machine.]. 
Олег Козерод — автор сотень наукових статей, а також декількох монографій, у тому числі: «Переломные Годы. Еврейская община Украины в 1919—1929 гг.» (Харьков,1998. 161 с., ISBN 5-00-002782-5); «A.I.Denikin's regime and Jewish Population of Ukraine: 1919—1920» (Kharkov, 1997); «Евреи Украины в период новой экономической политики»(Киев, 2002. 252 с.;  ISBN 966-7320-00-6), «150 еврейских организаций Великобритании» (2006. 181 с.; ISBN 978-966-96751-01), «Єврейська громадсько-політична думка XX-початку XXI сторіччя в Україні» (2011. 363 с., у співавт.;  ISBN 978-966-02-5962-1), «Гендерні аспекти історії українського єврейства (на прикладі періоду 20-х рр. ХХ ст.» (2013. 114 c.; ISBN 978-966-281-015-8), «Історіографичні проблеми єврейської історії і філософії» (2014.-190 с.; ISBN 978-966-281-016-5), Єврейська національна спільнота в контексті інтеграції українського суспільства (2014, 376 с.; у співавт.; ISBN 978-966-02-7291-0), «Розвиток і взаємодія єврейських громад на європейському просторі» (2017.-464 с., у співавт.;  ISBN 978-966-02-8321-3),  "Сучасні єврейські громади Європи" (Варшава, 2019, 252 с.; ISBN 978-966-281-134-6), "Євреї України: 1921-1929" (Warsaw, 2019, 328 с.; ISBN 978-83-945093-5-4), Jewish Woman in Ukraine: Writers, Zionists, Leaders in the 1920s" (Warsaw, 2019; ISBN 978-83-945093-6-1), "Погроми в Україні у 1919-1921 рр. та їх наслідки" (Warsaw, 2020; ISBN 978-83-956397-9-1); Суспільно-політичні та історичні аспекти розвитку сучасної єврейської громади України: європейський контекст (2022. 376 c., у співавт.; ISBN 978-966-02-9967-2), Сучасна єврейська громада Великої Британії (Warsaw, 2022. 139 c.; ISBN 978-83-66813-03-8); Modern EU Policy on Development and protection of Jewish communities: Declarations and Realities (Warsaw, 2023. 108 c.; ISBN 978-83-66813-06-9), Політичні та історичні аспекти розвитку єврейських громад України і країн діаспори в контексті сучасних викликів (Київ, 2024, у співавт.), Die moderne EU-Politik zur Entwicklung und zum Schutzjüdischer Gemeinschaften: Ekrlärungen (Antwerpen, 2025) ISBN 978-83-66813-07-6, Modern European policy on protection and fostering Jewish life (Kyiv, 2025).
Олег Козерод є фахівцем з історії України, етнополітології, експертом у сфері сучасної політики України та країн ЄС, у тому числі проблем ксенофобії,антисемітизму, міжнаціональних відносин.
У 1996 році захистив у Дніпропетровському національному університеті кандидатську дисертацію з проблем історіографії білого руху в Україні  [Архівовано 29 Червня 2020 у Wayback Machine.], у 2009 році — докторську дисертацію з проблем історії українського єврейства у Донецькому національному університеті  [Архівовано 26 Лютого 2022 у Wayback Machine.]. Докторська робота Олега Козерода отримала високу оцінку фахівців, позитивні відгуки на неї надіслали Голова Верховної Ради Володимир Литвин, міністр освіти України Дмитро Табачник, заступник директора Інституту політичних і етнонаціональних відносин НАН України Май Панчук, представники провідних європейських і американських університетів.
Олег Козерод є членом багатьох громадських і професійних міжнародних організацій, у тому числі Європейської Асоціації єврейських досліджень, Товариства випускників Оксфордського університету (Oxford University Alumni Society [Архівовано 7 Жовтня 2011 у Wayback Machine.])  [Архівовано 2 Липня 2020 у Wayback Machine.], Королівського історичного товариства (Royal Historical Society) тощо.